# Thaiboxing
Thaiboxing ili Tajlandski boks(Muay Thai) je nacionalni šport za ljude koji žive na Tajlandu.

## Povijest
Nastao je prije nekoliko tisuća godina za potrebe vojske na Tajlandu, koja je trebala braniti Tajland od drugih naroda koji su ga pokušavali osvojit. Svrha mu je bila samoobrana i trajno onesposobljavanje protivnika.
Svako selo je imalo svojeg šampiona i svoje nagrade. Najveći procvat Thaiboxa je bio za vrijeme Kralja Pha Chao Sua Od 1257. do 1377. godine, kojega su još zvali i Kralj Tigar. Toliko je volio Thaibox, da se maskirao da bi se mogao boriti na seoskim natjecanjima. Za vrijeme njegove vladavine Tajland je bio u miru. Da zaposli vojsku, kralj im je naredio da treniraju Muay Thai.
Interes za Muay Thai je ionako već bio velik, ali tada je postao još veći.
1774. godine Nai Khanom Tom se je proslavio sa svojom borbom protiv desetorice
najboljih Burmanskih boraca. Nai Khanom Tom je bio ratni zatvorenik u Burmi. Burmanski vojnici su ga zarobili kada su osvojili i spalili stari glavni grad Tajlanda, Ayutthaya.Kralj Burme je za zabavu htio prirediti dobru borbu te rekao zarobljenim Tajlandskim vojnicima da odaberu svojeg najboljeg borca, koji će se boriti protiv njegovih deset najboljih boraca. I tako su izabrali Nai Khanom Toma. Bio je odličan borac. Bez pauze je pobijedio svih deset protivnika. Pobijedio je deset najboljih u Burmi.
Nakon onoga što je vidio, Kralj Burme je bio jedan od prvih koji mu je zapljeskao.Zbog te veličanstvene borbe Kralj mu je dao slobodu.
Nai Khanom Tom vratio se u Ayutthayu gdje je bio dočekan kao heroj.
Stari Muay Thai nije imao pravila. Sve je bilo dozvoljeno. Ring nije postojao, pa su se natjecanja održavala na pijesku. A oko boraca su stajali ljudi. Kategorije po težini isto tako nisu postojale. Svatko se je borio sa svakim. Vrijeme su mjerili tako što su probušili kokosov orah i stavili su ga u posudu s vodom. Kad je kokos potonuo borba je bila gotova.

## Trening Thaiboxa na Tajlandu u prošlosti
Borci su na rukama imali samo bandažu i na njoj nalijepljene sitne komadiće stakla. Jako puno borbi je završilo sa smrću zbog takvih
pravila. Ljudi koji su stajali oko boraca i gledali borbe, kladili su se.
To se održalo i do danas. 1923. godine takav Thaibox je zabranjen, zbog prevelikog broja smrti boraca. Uvela su se pravila i stadioni za borbu. A kasnije i ring.
Thaibox se smatra kao borilački sport i kao borilačka vještina. U Thaiboxu postoji tehnika koja se koristi u ringu s boksačkim ukavicama, i tehnika u kojoj nema boksačkih rukavica, već gole ruke. Ali borbe tradicionalnog Thaiboxa se još uvijek održavaju ,u tajnosti. Jednom na godinu u spomen i čast Nai Khanom Tomu, najbolji borac Thaiboxa se bori protiv najboljeg borca Burmanskog boksa. Ali borba se održava po pravilima zabranjenog Thaiboxa,u kojemu je sve dozvoljeno i na rukama se nosi bandaža i na nju nalijepljeni komadići sitno razbijenog stakla.
Popularnost Thaiboxa je sve veća u svijetu, zbog toga što se vrlo brzo nauči .I jako je efikasan.